# Sorbia affinis
Sorbia affinis är en skalbaggsart som beskrevs av Stefan von Breuning 1964. Sorbia affinis ingår i släktet Sorbia och familjen långhorningar. Inga underarter finns listade i Catalogue of Life.